# Pietro Antonio Corradi
Pietro Antonio Corradi (Como, 1613 – 1683) è stato un architetto italiano, attivo a Genova.

## Opere conosciute
- 1638: Coro della chiesa di Nostra Signora delle Vigne, Caravonica (IM)
- 1645-1665: rinnovamento di palazzo Balbi-Senarega, via Balbi 4, Genova
- 1656-1664: palazzo Francesco Maria Balbi Piovera, via Balbi 6, Genova
- 1667-1668: complesso delle Canonichesse Lateranensi e chiesa di Sant'Antonio Abate, Ventimiglia (IM)
- 1671: palazzo Gio Carlo Brignole, piazza della Meridiana 2, Genova
- 1671-1677: palazzo Rosso, via Garibaldi 8, Genova
- 1673-1676: chiesa di San Filippo Neri, Genova